# 毛納沃

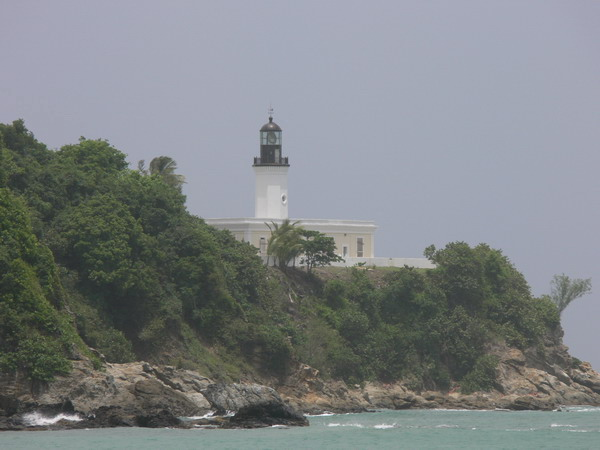

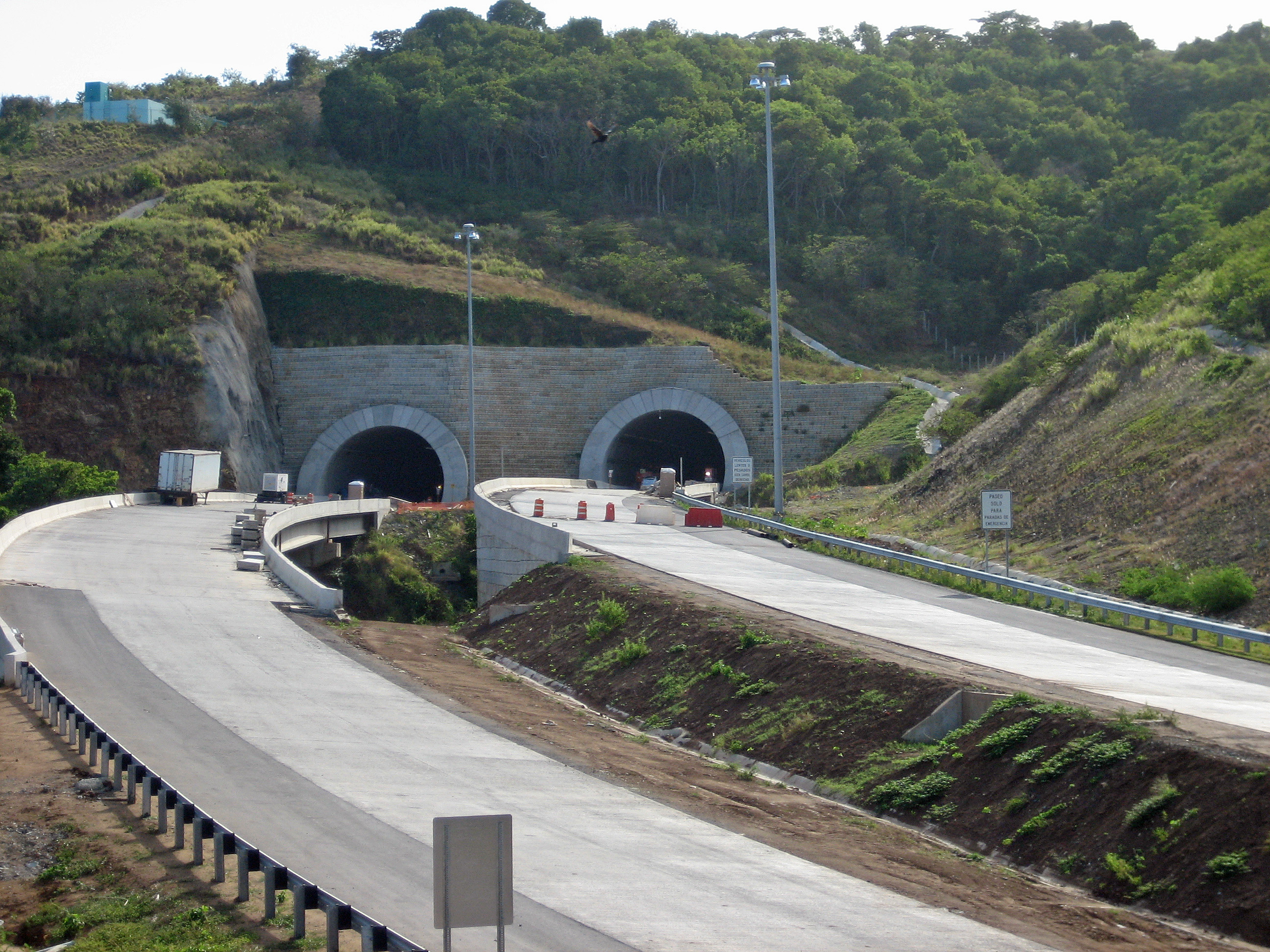

毛納沃（西班牙語：Maunabo）是波多黎各的城鎮，位於該島東南部，始建於1799年，面積72平方公里，主要經濟活動有農業、工業和旅遊業，2010年人口12,225，人口密度每平方公里170人。